# Ferrovia del Tua
La ferrovia del Tua (in portoghese Linha do Tua) è una linea ferroviaria di circa 134 km a scartamento ridotto del Portogallo, in gran parte dismessa, che collegava la stazione di Foz Tua, sulla ferrovia del Duero, con Braganza nella regione di Trás-os-Montes. Ne rimangono in funzione 16 km usati per il servizio suburbano denominato Metro de Mirandela.

## Caratteristiche
La Linha do Tua era una ferrovia a scartamento metrico di 133,8 km che iniziava dalla stazione di Foz Tua, sulla ferrovia del Duero, giungendo fino a Braganza. Inizialmente fu denominata Linha de Mirandella ma presto fu nota col nome del fiume che costeggia sulla sponda sinistra, il Tua. Lasciata la valle, la linea si inerpica sull'altopiano transmontano e nei 28 km tra Mirandela e Macedo de Cavaleiros passa dai 208 m s.l.m. ai 537 m e continua a salire verso Sendas (657 m) e Salsas (789 m) fino al culmine, nella stazione di Rossas, sulla Serra da Nogueira, punto ferroviario più elevato del Portogallo, a 849 m. Quivi inizia la discesa su Sortes (800 m) terminando a Braganza (670 m). La linea ha dieci gallerie, quattro viadotti e diciassette ponti.
Al chilometro 54+1 si trova la stazione di Mirandela, inaugurata nel 1887, sede del deposito locomotive.
|  | Unknown route-map component "exCONTg" |

| Unknown route-map component "STR+l" | Unknown route-map component "xKRZ" | Unknown route-map component "CONTfq" |

| Unknown route-map component "XBHF-L" | Unknown route-map component "exXBHF-R" |  |

| Continuation forward | Unknown route-map component "exSTR" |  |

|  | Unknown route-map component "exHST" |

|  | Unknown route-map component "exHST" |

|  | Unknown route-map component "exBHF" |

|  | Unknown route-map component "exHST" |

|  | Unknown route-map component "exHST" |

|  | Unknown route-map component "exBHF" |

|  | Unknown route-map component "exHST" |

|  | Unknown route-map component "exBHF" |

|  | Unknown route-map component "exHST" |

|  | Unknown route-map component "exBHF" |

|  | Unknown route-map component "KBHFxa" |

|  | Station on track |

|  | Stop on track |

|  | Station on track |

|  | Station on track |

|  | Stop on track |

|  | Stop on track |

|  | Stop on track |

|  | Stop on track |

|  | Unknown route-map component "KBHFxe" |

|  | Unknown route-map component "exHST" |

|  | Unknown route-map component "exHST" |

|  | Unknown route-map component "exBHF" |

|  | Unknown route-map component "exBHF" |

|  | Unknown route-map component "exBHF" |

|  | Unknown route-map component "exBHF" |

|  | Unknown route-map component "exHST" |

|  | Unknown route-map component "exBHF" |

|  | Unknown route-map component "exHST" |

|  | Unknown route-map component "exHST" |

|  | Unknown route-map component "exBHF" |

|  | Unknown route-map component "exHST" |

|  | Unknown route-map component "exHST" |

|  | Unknown route-map component "exHST" |

|  | Unknown route-map component "exBHF" |

|  | Unknown route-map component "exGIPl" |

|  | Unknown route-map component "exBHF" |

|  | Unknown route-map component "exBHF" |

|  | Unknown route-map component "exHST" |

|  | Unknown route-map component "exHST" |

|  | Unknown route-map component "exBHF" |

| Unknown route-map component "exKRW+l" | Unknown route-map component "exKRWgr" |  |

| Unknown route-map component "exLSTR" | Unknown route-map component "exhSTRae" |  |

| Unknown route-map component "exLSTR" | Unknown route-map component "exhSTRae" |  |

| Unknown route-map component "exKRWl" | Unknown route-map component "exKRWg+r" |  |

| Scenic interest | Unknown route-map component "exBHF" |  |

|  | Unknown route-map component "exCONTf" |

## Progetto e realizzazione
La linea fa parte della serie di ferrovie a scartamento ridotto costruite a partire dal 1882. Fu costruita in due fasi: la Tua-Mirandela, inaugurata nel 1887, e la prosecuzione su Braganza, nel 1906.
| Tratta                        | Lunghezza Km | Inaugurazione     | Chiusura         | Riapertura     |
| ----------------------------- | ------------ | ----------------- | ---------------- | -------------- |
| Tua – Cachão                  | 41,866 km    | 29 settembre 1887 | 22 agosto 2008   |                |
| Cachão – Mirandela            | 12,226 km    | 29 settembre 1887 |                  |                |
| Mirandela – Carvalhais        | 4,046 km     | 2 agosto 1905     | 15 dicembre 1991 | 28 luglio 1995 |
| Carvalhais – Romeu            | 8,970 km     | 2 agosto 1905     | 15 dicembre 1991 |                |
| Romeu – Macedo de Cavaleiros  | 15,666 km    | 15 ottobre 1905   | 15 dicembre 1991 |                |
| Macedo de Cavaleiros – Sendas | 14,060 km    | 18 dicembre 1905  | 17 dicembre 1991 |                |
| Sendas – Rossas               | 13,420 km    | 14 agosto 1906    | 17 dicembre 1991 |                |
| Rossas – Braganza             | 23,514 km    | 31 dicembre 1906  | 17 dicembre 1991 |                |

## Storia

### Tratta Tua - Mirandela

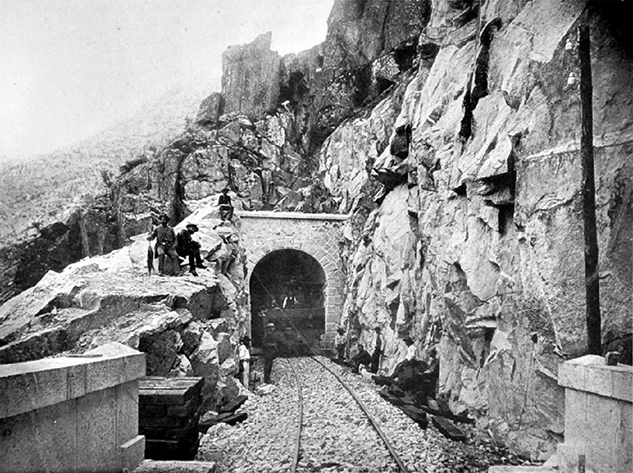
La linea durante la costruzione tra le rocce granitiche: galleria di Fragas Más

#### Prodromi
L'apertura, nel 1878, del primo tratto della ferrovia del Duero tra Porto e Pinhão fece sorgere progetti riguardanti il tracciato da seguire verso la frontiera con la Spagna; alcuni propugnavano il percorso lungo il fiume Duero fino a Barca d'Alva, altri propendevano per un tracciato lungo il fiume Tua e Braganza. In settembre l'ingegnere ed ex ministro João Crisóstomo de Abreu e Sousa approntò un progetto per una linea Braganza-Beja, passante per la foce del fiume Sabor.
Seguirono i progetti per un tracciato lungo il corso del fiume Tua, che valutarono sia la possibilità di svilupparsi sia sulla sponda destra, sia sulla sponda sinistra.
Alla fine del 1881 l'imprenditore portuense Clemente Menéres intraprese una campagna a sostegno di una ferrovia per la regione di Trás-os-Montes attraverso la valle del Tua. Il 22 giugno 1882 la giunta municipale di Mirandela presentò una petizione alla Camera dei Pari affinché accordasse un finanziamento all'opera; l'anno dopo seguì un appello diretto al re del Portogallo, Luigi I, perché approvasse la costruzione della linea per Mirandela. Con decreto del 29 settembre 1883 venne bandito il concorso pubblico per la costruzione e l'esercizio della Foz Tua-Mirandela a scartamento metrico, con garanzia di rendimento del 5,5% e possibilità di riscatto a 15 anni; non giunse tuttavia alcun offerta. Il concorso, riaperto il 14 dicembre con condizioni più vantaggiose trovò l'unica proposta di Tristão Correia de Queirós, noto come Conde da Foz, già responsabile della costruzione della ferrovia del Dão; il 26 maggio 1884 ebbe la concessione, confermata con legge del 30 giugno. Decise quindi di fondare una società per l'esercizio della nuova linea (oltre a quelle già in funzione). Il 1º ottobre 1885 nacque la Companhia Nacional de Caminhos de Ferro alla quale cedette la concessione della Foz Tua-Mirandela.

#### Costruzione
Il 16 ottobre 1884 iniziarono i lavori dal lato di Mirandela condotti dall'impresa spagnola Llort & Villagelin con l'impiego giornaliero di 1 470 operai, 114 animali da tiro e 18 locomotive. I primi 20 km incontrarono serie difficoltà a causa della natura del terreno granitico che richiedeva l'uso di dinamite con conseguenti incidenti; la tratta risultò praticamente scavata nella roccia quasi senza apporto di materiale murario.

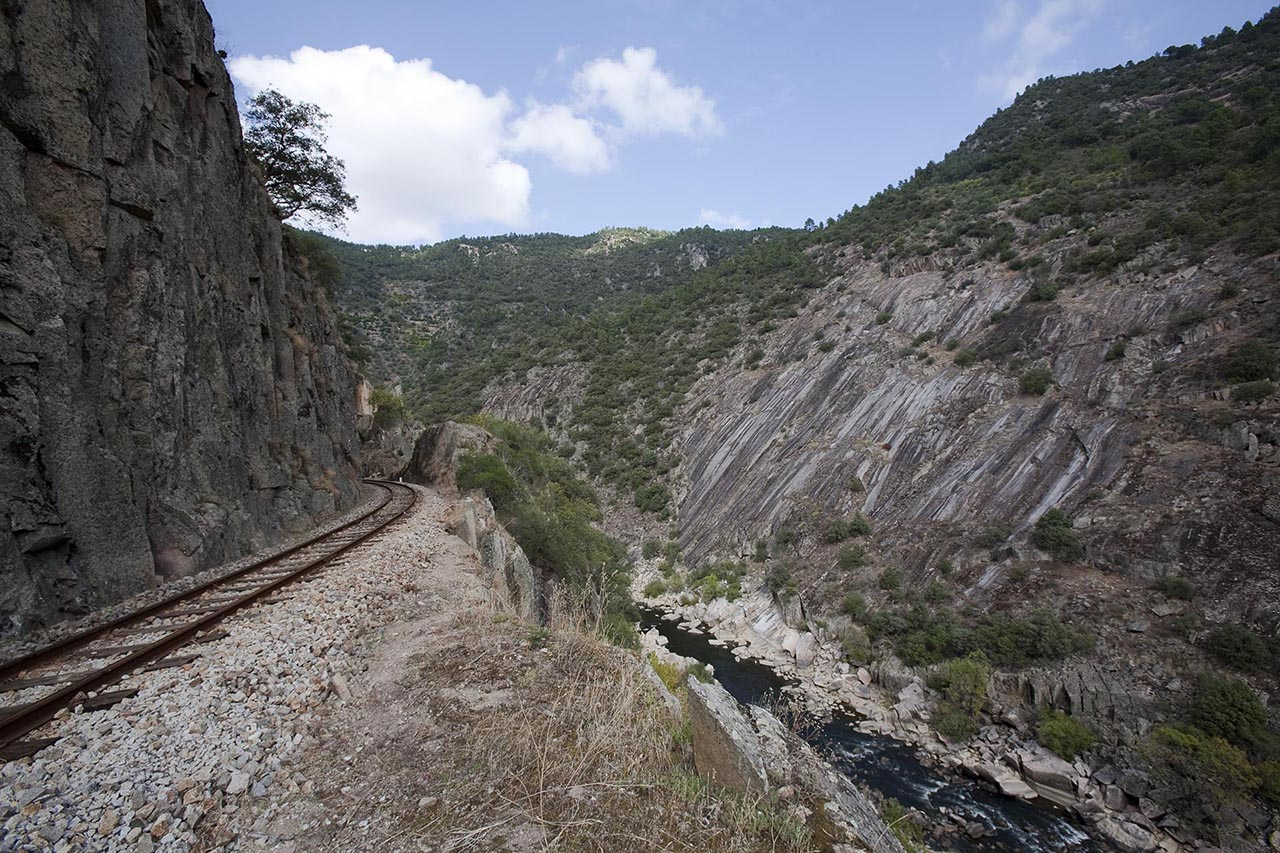
Un tratto di linea a mezza costa lungo il fiume Tua

La linea, di 54 km, venne aperta al pubblico il 27 settembre 1887 e due giorni dopo inaugurata ufficialmente col nome di Linha de Mirandela. Alla cerimonia presenziarono il re Luigi I del Portogallo, Afonso de Bragança, duca di Porto e il ministro delle Opere pubbliche, dei trasporti e delle comunicazioni. La linea fu la prima a raggiungere la regione di Trás-os-Montes.
Nel 1900 la Tua-Mirandela movimentò 33 928 passeggeri e 625 t di merci. Nel 1902 i cereali trasportati raggiunsero la quota di 4 000 t.

### La Mirandela-Braganza

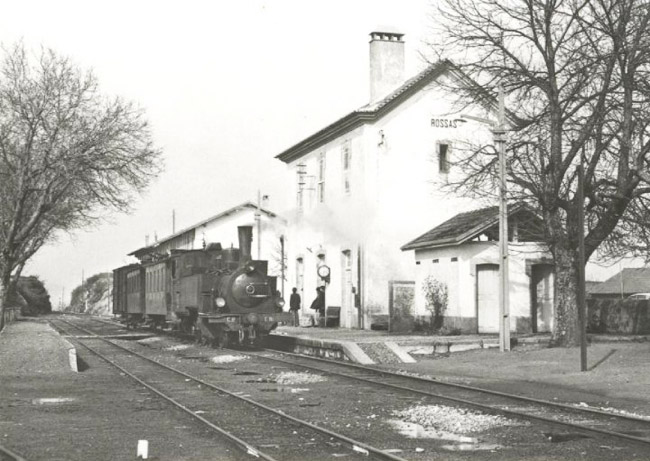
Stazione di Rossas, culmine della linea

Il 30 aprile 1884 la giunta distrettuale di Braganza presentò alla Camera dei deputati una richiesta di prolungamento della linea da Mirandela alla capitale del distretto.
Il piano ministeriale 1885-1886 per le linee affluenti alla ferrovia del Duero incluse la Mirandela-Braganza tra le linee da realizzare, trattandosi di un territorio con allevamento, agricoltura e attività mineraria assai fiorenti. 
Negli anni successivi si avvicendarono proposte e progetti senza esito fino al 1899, quando la linea venne inclusa fra quelle finanziabili con il "Fondo speciale".

#### Un iter lungo e difficile
Il 25 settembre 1901 il progetto della Mirandela-Braganza venne infine approvato. Un concorso pubblico bandito dalle Caminhos de Ferro do Estado con termine il 14 febbraio 1902 accolse l'unica proposta, avanzata dell'imprenditore João Lopes da Cruz; seguirono azioni di sostegno da parte di cittadini e dello stesso governatore di Braganza affinché si desse inizio ai lavori. Ma, sorte alcune controversie, il ministro riaprì il concorso, al quale ancora una volta partecipò solamente João Lopes da Cruz.
Il 24 marzo 1902 il re Carlo I del Portogallo ricusò il risultato e, il 15 aprile, fece bandire un nuovo concorso, con le clausole che la linea passasse per Macedo de Cavaleiros e che la concessione durasse 99 anni; i partecipanti furono Casa Zagury e João Lopes da Cruz, il quale il 19 aprile ottenne la promessa di concessione e il 24 maggio fu autorizzato il finanziamento tramite il Fondo Speciale. Il contratto, stilato con João Lopes da Cruz il 24 ottobre, venne tuttavia su richiesta dello stesso ceduto alla Companhia Nacional de Caminhos de Ferro, che ricevette l'autorizzazione il 30 giugno 1903. Per reperire i finanziamenti vennero emesse obbligazioni; al finanziamento partecipò il banchiere e politico portoghese Henrique Burnay.

#### Realizzazione
L'inizio dei lavori, previsto per il 4 maggio 1903, fu rallentato dal difficoltoso reperimento dei capitali; nel contempo intervennero variazioni di tracciato che rallentarono ulteriormente l'opera. Il termine dei lavori fu preventivato per il 1905.
Tuttavia, a mano a mano che i lavori avanzavano, intervenivano ulteriori richieste di varianti, che richiedevano tempo per essere approvate; il 28 luglio 1905 fu consegnata la tratta Mirandela-Romeu. I lavori procedettero più celermente anche se il 1º ottobre non era stato ultimato il tratto Romeu-Macedo. Il tratto Macedo de Cavaleiros-Sendas entrò in servizio il 18 dicembre. Il 13 agosto 1906 fu aperto il tratto fino a Rossas. Il primo treno giunse a Braganza il 26 ottobre 1906 mentre l'inaugurazione ufficiale avvenne il 1º dicembre completando la linea del Tua.

### Piani e progetti di espansione
Il piano della rete complementare a sabor del Mondego del 1900 prevedeva anche una linea tra Foz Tua e Viseu passante per Vila da Ponte che avrebbe collegato le due linee del Tua e del Dão. La redditività tuttavia non fu ritenuta sufficiente a compensare i costi di costruzione.
Nel 1927 il piano generale della rete fu rivisto, ipotizzando collegamenti tra le ferrovie di Guimarães, del Sabor, del Tâmega, del Corgo e la stazione di Mirandela, sulla linea del Tua, con l'intento di collegare il Porto de Leixões e Porto. Tale rete venne definita Transversal de Trás-os-Montes.
Nello stesso anno le autorità distrettuali di Viseu chiesero al governo di riprendere il progetto di linea Foz Tua-Viseu e prolungare verso nord la linea del Tua per raggiungere la miniera di ferro di Guadramil e possibilmente la frontiera con la Spagna. Tale progetto incontrò l'opposizione netta dei militari.
Il "Plano Geral da Rede Ferroviária" del 1930, ripropose la linea Foz Tua-Viseu, la Transversal de Valpaços tra Mirandela e Linha do Corgo e la Transversal de Chacim, tra Macedo de Cavaleiros e Mogadouro, sulla Linha do Sabor; le ultime due parte della cosiddetta Transversal de Trás-os-Montes ma il prolungamento oltre Braganza fu escluso. Altre proposte vennero ritenute economicamente impraticabili. Il decreto del 29 marzo 1933, n. 22.379, sospese però tutti i progetti di ferrovie con garanzia di rendimento.

## Declino e chiusura

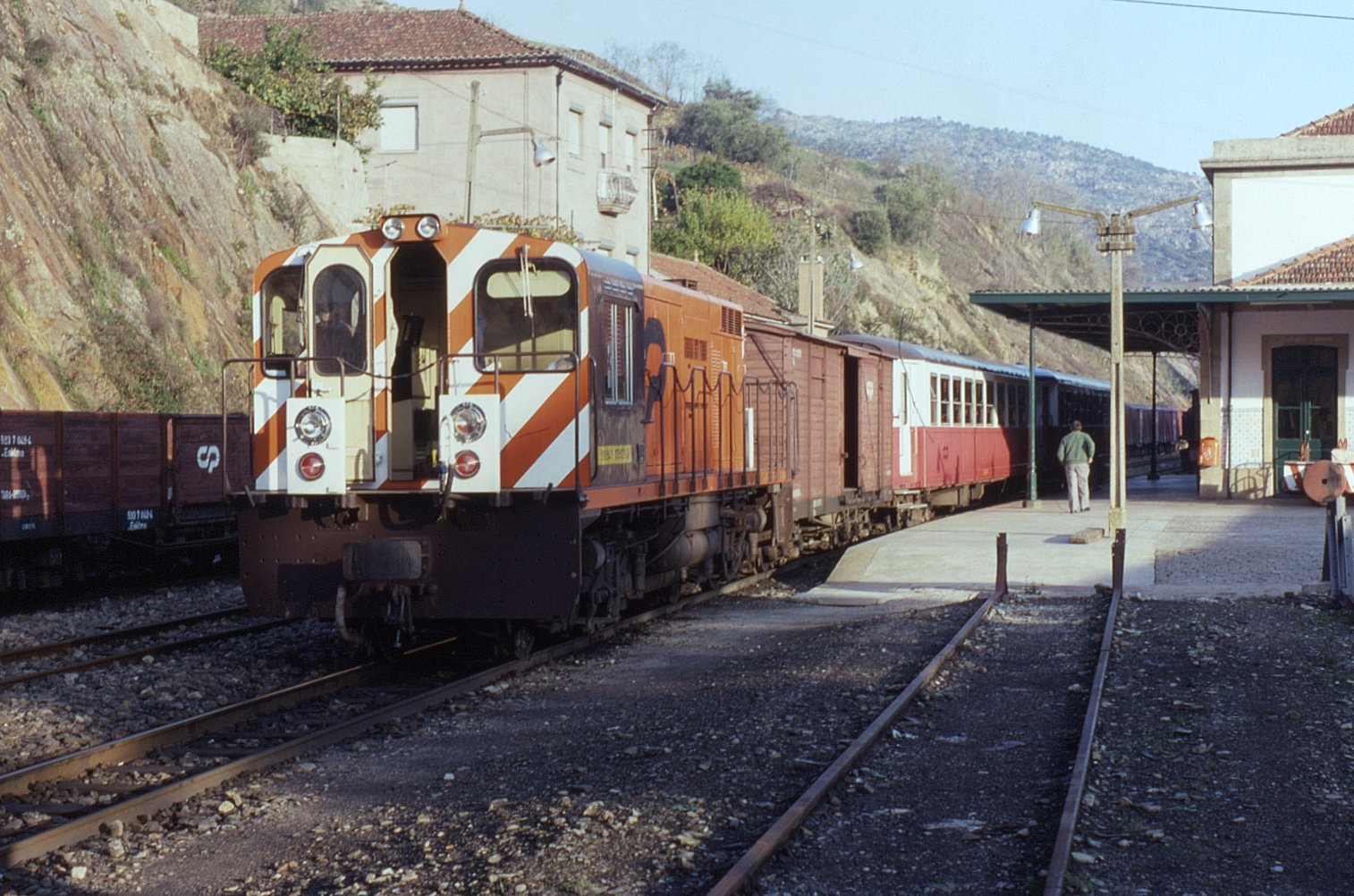
Treno misto a Tua nel 1993 sulla tratta ancora aperta

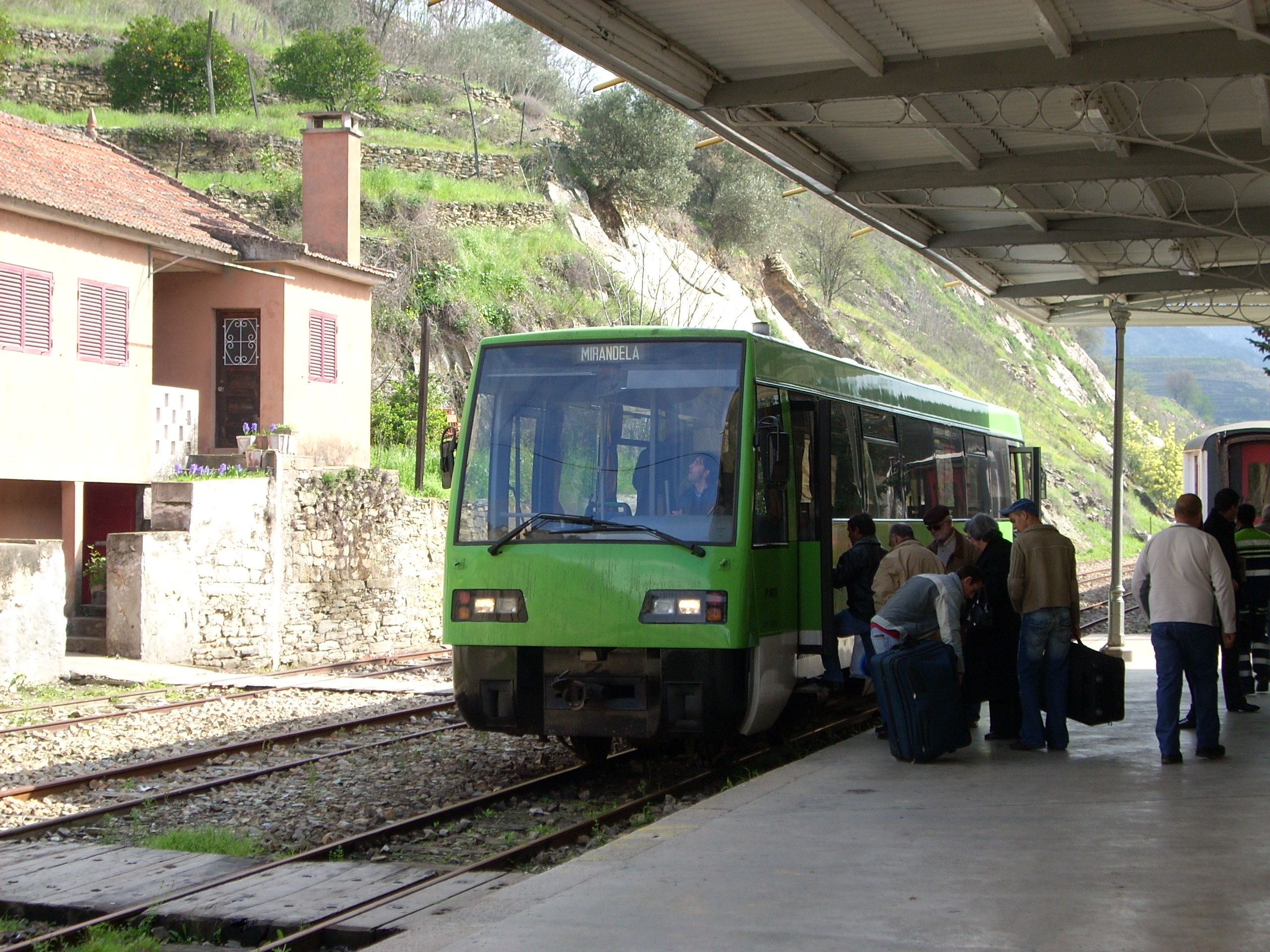
Automotrice del servizio metropolitano di Mirandela a Tua nel 2008

Gli anni trenta furono critici anche per il trasporto ferroviario in Portogallo; la Companhia Nacional, incontrò sempre più difficoltà economiche nella gestione e la situazione peggiorò ulteriormente fino al 1939.
Nel 1945 la Legge n. 2008 concentrò tutte le concessioni nell'unica della Companhia dos Caminhos de Ferro Portugueses alla quale l'anno dopo fu conferita la Companhia Nacional de Caminhos de Ferro. Nel 1946 la CP iniziò l'esercizio di tutta la rete portoghese ad eccezione della Linea di Cascais.
Nel 1968 fu costruita la variante di Braganza. La linea continuò ad essere esercita con trazione a vapore fino agli anni settanta. Furono utilizzate anche automotrici.
Alla fine degli anni ottanta fu varato il piano di dismissione di gran parte delle ferrovie secondarie. Il 1º gennaio 1990 fu soppresso il servizio merci tra Régua e Braganza e ridotti i servizi passeggeri.

### Chiude la Mirandela-Braganza
Nel 1987, centenario della linea, fu annunciato il piano di ristrutturazione delle ferrovie 1988-1994, che prevedeva di fatto l'abbandono della rete a scartamento ridotto della regione di Trás-os-Montes.
Nel dicembre 1991 vennero istituiti alcuni autoservizi sostitutivi; nello stesso mese un deragliamento nella stazione di Sortes fu il pretesto per la chiusura all'esercizio della tratta Mirandela-Macedo de Cavaleiros. Agli inizi del 1992 fu chiusa anche la Macedo de Cavaleiros-Braganza. Rimase in funzione il tratto di 60 km tra Mirandela e la foce del Tua.

### Nasce il Metro de Mirandela
Nel 1992 venne studiata la conversione di parte della Linha do Tua in servizio metropolitano leggero. Il 28 luglio 1995 fu fondata la "Metropolitano Ligeiro de Mirandela", società mista tra municipio di Mirandela (90%) e Caminhos de Ferro Portugueses (10%) per la gestione di un servizio suburbano tra Mirandela e Carvalhais a Nord e Cachão a Sud. Nel 2001 un contratto di servizio tra CP e "Metropolitano" estese il trasporto passeggeri all'intero tratto Mirandela-foz do Tua sotto la supervisione CP e con manutenzione affidata a REFER.
Tra 2007 e 2008 avvennero diversi incidenti, purtroppo anche con morti anche a causa del precario stato delle infrastrutture.

### Chiusura della Tua-Cachão e costruzione della diga del Tua

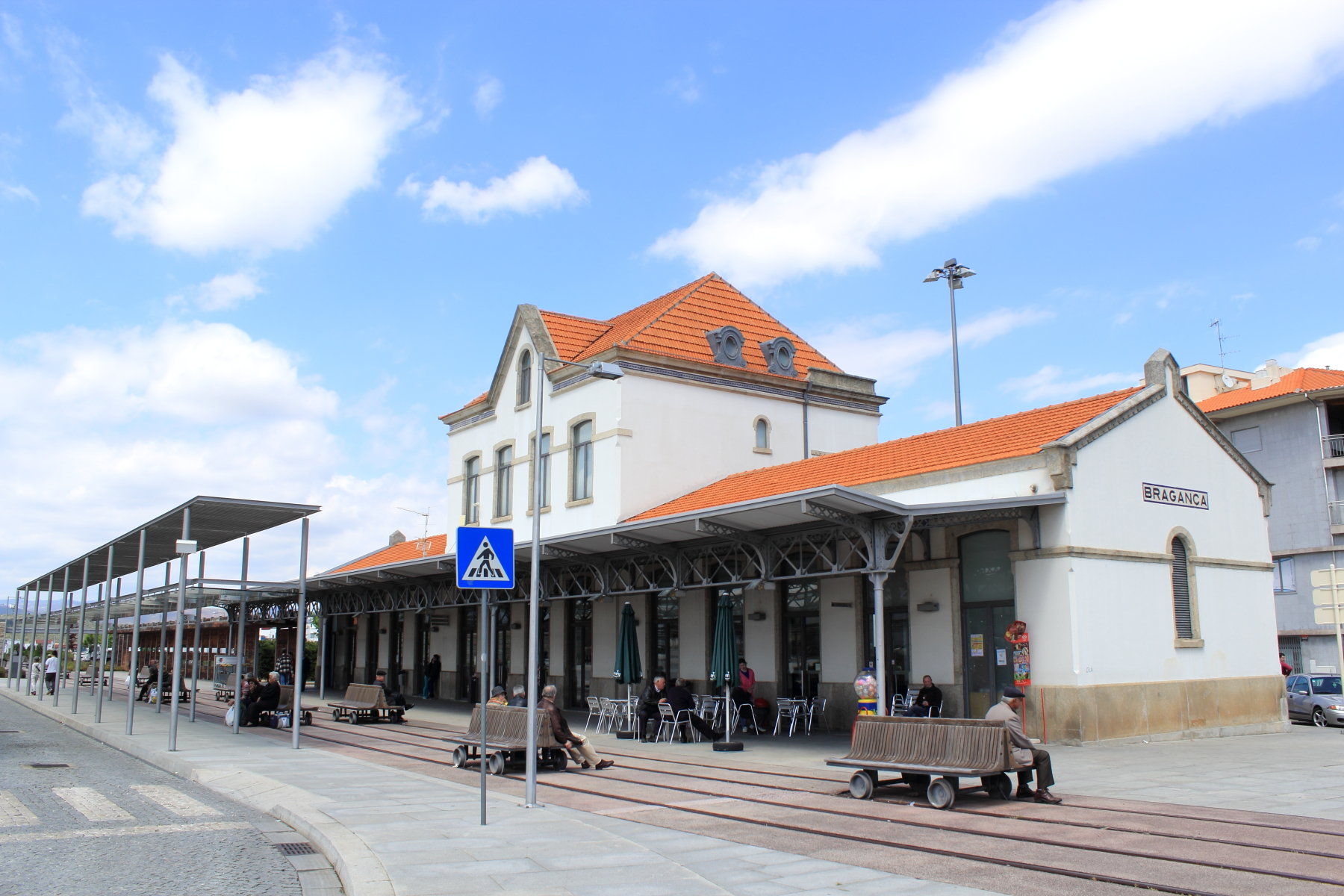
La stazione di Braganza convertita in stazione degli autobus

Il "Programa Nacional de Barragens de Elevado Potencial Hidroelétrico", del novembre 2007, prevedeva la costruzione di varie dighe tra cui una sul Tua. La costruzione della diga avrebbe sommerso 16 km della ferrovia del Tua isolandola definitivamente dalla ferrovia del Duero e dalla rete ferroviaria nazionale.
Nel 2011 il Ministero dell'Economia presentò il Plano Estratégico dos Transportes: Mobilidade Sustentável, Horizonte 2011-2015; il documento prevedeva la sospensione del servizio sulle linee a basso rendimento economico. Tra esse era la linea del Tua.
Nel febbraio 2011 iniziarono tra le proteste i lavori di realizzazione della diga, che sommerse il tratto di ferrovia. La diga fu costruita da Energias de Portugal.